# Paul Stastny
Paul Stastny (* 27. prosince 1985 Kanada) je bývalý americký profesionální hokejista slovenského původu, naposledy hrající
v týmu Carolina Hurricanes v sezóně 2022/23. Je synem slovenského hokejisty a člena hokejové síně slávy Petera Šťastného, který hrál za předchůdce Colorada Quebec Nordiques. Jeho starší bratr Yan ukončil kariéru v roce 2018, který hrál v týmech Boston Bruins, Edmonton Oilers, St. Louis Blues, HC CSKA Moskva, Nürnberg Ice Tigers, Mora IK a HC Vítkovice Ridera. Jeho strýcové Anton a Marián Šťastní hráli v 80. letech v Québecu.
Narodil se v Kanadě slovenským rodičům a on i bratr měli dvojí občanství (kanadské a americké), oba se rozhodli reprezentovat USA.
Svou hokejovou kariéru začal s týmem River City Lancers v United States Hockey League, v roce 2004 přestoupil do univerzitního týmu Denver Pioneers, kde zůstal po dvě sezony. Před ročníkem 2006/2007 podepsal smlouvu s klubem Colorado Avalanche. Během své premiérové sezony v NHL posbíral 78 bodů v 82 zápasech a byl nominován na Calder Memorial Trophy. O rok později byl nominován na All-Star Game západní konference, ale nemohl se zúčastnit, kvůli operaci slepého střeva, nahradil jej Corey Perry.

## První roky
Narodil se v Québecu Petrovi a Darině Šťastným, v době, kdy Peter Šťastný hrál za Nordiques. Paul Stastny strávil dětství částečně v Quebecu, a částečně v New Jersey (podle toho, kde zrovna hrál jeho otec). Stastny nastoupil na Millard North High School v Omaze a maturoval na Chaminade College Preparatory School v St. Louis, kde hrál otec a po skončení hráčské kariéry v týmu působil jako skaut pro Evropu a Stastny během studií hrál v týmu River City Lancers.

## Klubová kariéra
Svou kariéru začal v univerzitním klubu univerzity v Denveru, hrajícím nižší americkou hokejovou soutěž Western Collegiate Hockey Association. V roce 2005 byl draftován jako celkově čtyřicátý čtvrtý klubem Colorado Avalanche. Za něj nastupuje pravidelně v NHL od sezóny 2006/2007 dosud. V nováčkovské sezóně dosáhl vynikajících individuálních výsledků, když zaznamenal 78 kanadských bodů. V této statistice byl mezi nováčky celkově druhý za Jevgenijem Malkinem, byl zařazen do NHL All-Rookie týmu nejlepších nováčků a také nominován na Calder Memorial Trophy, tu však získal Jevgenij Malkin. Jeho klub se však do bojů o Stanley Cup neprobojoval. V následujících letech jej brzdila zranění. Teprve v sezóně 2009/2010 odehrál téměř všechna utkání a vylepšil si osobní statistiky v počtu kanadských bodů (celkem 79). Jeho Colorado Avalanche se sice probojovalo do playoff, avšak vypadlo již v prvním kole se San Jose Sharks. 1. července 2014 se na volný přestup přesunul do týmu St. Louis Blues.

## Reprezentace
Za národní tým Spojených států amerických hrál na mistrovství světa 2007 v Rusku a Olympijských hrách 2010 ve Vancouveru, kde s týmem získal stříbrnou medaili. Na MS v hokeji 2012 získal 9 kanadských bodů (3 góly a 6 asistencí) a stal se druhým nejúspěšnějším hráčem USA.

## Klubové statistiky
| Sezona     | Klub                 | Soutěž     | Základní část | Základní část | Základní část | Základní část | Základní část | Play off | Play off | Play off | Play off | Play off |
| Sezona     | Klub                 | Soutěž     | Z             | G             | A             | B             | TM            | Z        | G        | A        | B        | TM       |
| ---------- | -------------------- | ---------- | ------------- | ------------- | ------------- | ------------- | ------------- | -------- | -------- | -------- | -------- | -------- |
| 2002/03    | River City Lancers   | USHL       | 57            | 10            | 20            | 30            | 39            | 8        | 0        | 1        | 1        | 2        |
| 2003/04    | River City Lancers   | USHL       | 56            | 30            | 47            | 77            | 46            | 3        | 1        | 2        | 3        | 0        |
| 2004/05    | University of Denver | WCHA       | 42            | 17            | 28            | 45            | 30            | —        | —        | —        | —        | —        |
| 2005/06    | University of Denver | WCHA       | 39            | 19            | 34            | 53            | 79            | —        | —        | —        | —        | —        |
| 2006/07    | Colorado Avalanche   | NHL        | 82            | 28            | 50            | 78            | 42            | —        | —        | —        | —        | —        |
| 2007/08    | Colorado Avalanche   | NHL        | 66            | 24            | 47            | 71            | 24            | 9        | 2        | 1        | 3        | 6        |
| 2008/09    | Colorado Avalanche   | NHL        | 45            | 11            | 25            | 36            | 22            | —        | —        | —        | —        | —        |
| 2009/10    | Colorado Avalanche   | NHL        | 81            | 20            | 59            | 79            | 50            | 6        | 1        | 4        | 5        | 4        |
| 2010/11    | Colorado Avalanche   | NHL        | 74            | 22            | 35            | 57            | 56            | —        | —        | —        | —        | —        |
| 2011/12    | Colorado Avalanche   | NHL        | 79            | 21            | 32            | 53            | 34            | —        | —        | —        | —        | —        |
| 2012/13    | EHC Red Bull Mnichov | DEL        | 13            | 7             | 11            | 18            | 20            | —        | —        | —        | —        | —        |
| 2012/13    | Colorado Avalanche   | NHL        | 40            | 9             | 15            | 24            | 14            | —        | —        | —        | —        | —        |
| 2013/14    | Colorado Avalanche   | NHL        | 71            | 25            | 35            | 60            | 22            | 7        | 5        | 5        | 10       | 4        |
| 2014/15    | St. Louis Blues      | NHL        | 74            | 16            | 30            | 46            | 40            | 6        | 1        | 0        | 1        | 4        |
| 2015/16    | St. Louis Blues      | NHL        | 64            | 10            | 39            | 49            | 26            | 20       | 3        | 10       | 13       | 16       |
| 2016/17    | St. Louis Blues      | NHL        | 66            | 18            | 22            | 40            | 36            | 7        | 2        | 1        | 3        | 2        |
| 2017/18    | St. Louis Blues      | NHL        | 63            | 12            | 28            | 40            | 14            | —        | —        | —        | —        | —        |
| 2017/18    | Winnipeg Jets        | NHL        | 19            | 4             | 9             | 13            | 4             | 17       | 6        | 9        | 15       | 0        |
| 2018/19    | Vegas Golden Knights | NHL        | 50            | 13            | 29            | 42            | 30            | 7        | 2        | 6        | 8        | 2        |
| 2019/20    | Vegas Golden Knights | NHL        | 71            | 17            | 21            | 38            | 24            | 18       | 3        | 6        | 9        | 8        |
| 2020/21    | Winnipeg Jets        | NHL        | 56            | 13            | 16            | 29            | 32            | 6        | 1        | 1        | 2        | 8        |
| 2021/22    | Winnipeg Jets        | NHL        | 71            | 21            | 24            | 45            | 14            | —        | —        | —        | —        | —        |
| 2022/23    | Carolina Hurricanes  | NHL        |               |               |               |               |               |          |          |          |          |          |
| NHL celkem | NHL celkem           | NHL celkem | 874           | 233           | 455           | 688           | 414           | 79       | 22       | 36       | 58       | 38       |

### Reprezentační statistiky
| 2007    | USA     | MS      | 7  | 4  | 4  | 8  | 2 |
| 2010    | USA     | ZOH     | 6  | 1  | 2  | 3  | 0 |
| 2012    | USA     | MS      | 8  | 3  | 6  | 9  | 0 |
| 2013    | USA     | MS      | 10 | 7  | 8  | 15 | 6 |
| 2014    | USA     | ZOH     | 6  | 2  | 0  | 2  | 0 |
| Celkově | Celkově | Celkově | 37 | 17 | 20 | 37 | 8 |